# Giuseppe Fanciulli
Giuseppe Fanciulli, noto anche con lo pseudonimo di Mastro Sapone (Firenze, 8 marzo 1881 – Castelveccana, 18 agosto 1951), è stato un pedagogista e scrittore italiano, autore di libri per l'infanzia.
Quando Vamba (pseudonimo di Luigi Bertelli) fondò nel 1906 il Giornalino della domenica, Fanciulli ne fu redattore (talvolta sotto lo pseudonimo di Mastro Sapone), fino a quando le pubblicazioni furono sospese nel 1911.
Collaborò di nuovo al Giornalino quando rinacque nel 1918. A partire dalla morte di Vamba (1920) ne divenne direttore fino al 1924. Nel 1940 scrisse per la S.E.I. editore "L'Eroica vita di Italo Balbo" narrata ai giovani. Nel 1941 scrisse una biografia di Don Bosco. Dal 1946 al 1948 dirige Il corriere dei ragazzi ( o La settimana dei ragazzi), settimanale dell'editore fiorentino Ramella.

## Opere
- L'Omino turchino, racconto per ragazzi, con illustrazioni di Guido Colucci, 1911.
- Gente Nostra
- Come sono felice
- Libro di Natale
- Fiore
- Glorie d'Italia (1929)
- La testa di Spinacino
- Lisa-Betta (1932)